# Bassin de la Lufira
Bassin de la Lufira är ett Ramsarområde och tidigare biosfärområde i Kongo-Kinshasa. Det ligger i provinserna Haut-Katanga, Haut-Lomami och Lualaba, i den södra delen av landet, 1 500 km sydost om huvudstaden Kinshasa. Området omfattar den nedre delen av floden Lufiras avrinningsområde, från Lac Tshangalele till mynningen i Lualaba. Det var biosfärområde mellan 1982 och 2020, och utnämndes till Ramsarområde 2017. Det överlappar bland annat nationalparkerna Upemba och Kundelungu.